# License to Drive
License to Drive is een 88 minuten durende comedy/avonturenfilm uit 1988, met Corey Haim, Corey Feldman, Heather Graham, Carol Kane, Richard Masur, Michael Manasseri, Grant Heslov en Nina Siemaszko. Het scenario is geschreven door Neil Tolkin en de regie is gedaan door Greg Beeman.
De film is geschoten in het jaar 1987, waarna hij het volgende jaar uitkwam. Hij kwam op 6 juli 1988 uit in Amerika. De film bracht meer dan 20 miljoen dollar op en werd gedistribueerd door 20th Century Fox.

## Rolverdeling
| Acteur             | Personage                   |
| ------------------ | --------------------------- |
| Corey Haim         | Les Anderson                |
| Corey Feldman      | Dean                        |
| Carol Kane         | Mrs. Anderson               |
| Richard Masur      | Mr. Robert Anderson         |
| Heather Graham     | Mercedes Lane               |
| Michael Manasseri  | Charles                     |
| Parley Baer        | grootvader                  |
| Harvey Miller      | professor                   |
| Michael A. Nickles | Paolo                       |
| Nina Siemaszko     | Natalie Anderson            |
| James Avery        | DMV-examinator van Les      |
| Grant Goodeve      | DMV-examinator van Nathalie |
| Grant Heslov       | Karl                        |
| Michael Ensign     | schoolleraar / buschauffeur |
| Helen Hanft        | Miss Hellberg               |
| Christopher Burton | Rudy                        |
| Nanci Meek-Kusley  | dienster                    |
| Lewis Carr         | opzichter parking           |